# More Deadly Than the Male
More Deadly Than the Male er en amerikansk stumfilm fra 1919 af Robert G. Vignola.

## Medvirkende
- Ethel Clayton som Helen O'Hara
- Edward Coxen som Richard Carlin
- Herbert Heyes som Terry O'Hara
- Hallam Cooley som Jimmy Keen
- Peggy Pearce som Angela